# Cườm nước

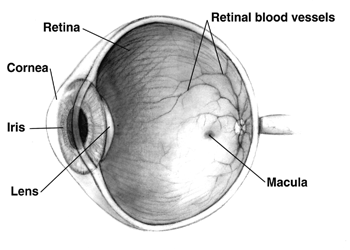
Mắt người

Glôcôm (bắt nguồn từ từ tiếng Pháp glaucome /ɡlokom/), còn được viết là glô-côm, cũng còn được gọi là cườm nước, là một số chứng bệnh của thần kinh thị giác gây ra khi tế bào trong võng mạc bị tiêu huỷ theo chiều hướng đặc biệt.
Tuy hiện tượng tăng nhãn áp là nguy cơ tạo bệnh glôcôm, không nhất thiết ai có nhãn áp cao cũng bị bệnh này. Nếu không chữa trị, bệnh glôcôm sẽ dẫn đến tình trạng mù hay lòa vĩnh viễn.
Theo báo cáo năm 2008 của Tổ chức Y tế Thế giới, có 10 phần trăm người bị mù cả hai mắt là do bệnh glôcôm gây ra.

## Từ nguyên
Từ glôcôm trong tiếng Việt bắt nguồn từ từ tiếng Pháp glaucome /ɡlokom/. Từ glaucome trong tiếng Pháp thì bắt nguồn từ từ tiếng La-tinh glaucoma.
Từ tiếng La-tinh glaucoma bắt nguồn từ từ tiếng Hi Lạp "γλαύκωμα" (chuyển tự La-tinh: gláf̱ko̱ma), có nghĩa là mờ đục mắt. Có tên gọi như vậy là bởi vì cho đến trước năm 1705 người ta vẫn chưa phân biệt được bệnh glôcôm với bệnh cườm khô (đục thủy tinh thể) .

## Điều trị
Các mục tiêu hiện tại của điều trị bệnh tăng nhãn áp là tránh tổn thương nhãn áp và tổn thương thần kinh, đồng thời duy trì trường nhìn và chất lượng cuộc sống tổng thể của bệnh nhân với các tác động tối thiểu. Điều này đòi hỏi có các phương pháp chẩn đoán và theo dõi thích hợp, cũng như lựa chọn phương pháp điều trị hợp lý cho từng bệnh nhân cụ thể. Mặc dù nhãn áp (IOP) chỉ là một trong những yếu tố chính của bệnh tăng nhãn áp, nhưng việc giảm áp lực nội nhãn bằng các loại dược phẩm và / hoặc phương pháp phẫu thuật khác nhau hiện là phương pháp chính của điều trị bệnh tăng nhãn áp. Ngoài ra, các nghiên cứu đã chỉ ra rằng việc sử dụng cần sa nhãn áp. Một đánh giá về những người bị tăng nhãn áp góc mở nguyên phát và tăng nhãn áp nội nhãn cho thấy điều trị bằng thuốc giảm IOP làm chậm sự tiến triển của mất thị lực.
Các lý thuyết về dòng chảy mạch máu và thoái hóa thần kinh của bệnh thần kinh thị giác tăng nhãn áp đã thúc đẩy nghiên cứu về các chiến lược điều trị bảo vệ thần kinh khác nhau, bao gồm các hợp chất dinh dưỡng, một số trong số đó có thể được coi là an toàn cho các bác sĩ lâm sàng sử dụng, trong khi những loại khác đang được thử nghiệm. Căng thẳng thần kinh cũng được coi là hậu quả và nguyên nhân của mất thị lực, có nghĩa là luyện tập quản lý căng thẳng, đào tạo nội sinh và các phương pháp khác để quản lý căng thẳng có thể sẽ có ích.

## Phân loại và nguyên nhân
- Glôcôm góc đóng nguyên phát
- Glôcôm góc mở nguyên phát
- Glôcôm nhãn áp bình thường
- Glôcôm thứ phát:
  - Hội chứng nội mô giác mạc
  - Glôcôm do viêm
  - Glôcôm tân mạch
  - Glôcôm sắc tố
  - Hội chứng giả tróc bao
  - Glôcôm do chấn thương
  - Glôcôm do thuốc
- Glôcôm trẻ em:
  - Glôcôm bẩm sinh
  - Glôcôm do dị tật bất thường ở mắt: Axenfeld-Rieger, Aniridia, Peter
  - Glôcôm thứ phát do bệnh toàn thân khác như: Hội chứng Sturge-Weber, hội chứng Low, bệnh Rubella

Đường lưu thông lưu thủy dịch bị cản trở, làm áp suất trong mắt (nhãn áp tăng lên), và gây tổn thương thần kinh thị giác. Do đó, đây là bệnh lý thần kinh thị giác gây ra mất lớp sợi tế bào, và làm mất thị trường (tầm nhìn của mắt).

## Đặc điểm Lâm sàng
- Glôcôm góc đóng nguyên phát
  - Triệu chứng cơ năng
    - Đau nhức: nhức đầu, nhức mắt
    - Nhìn mờ
    - Thấy quầng sáng nhiều màu sắc
    - Buồn nôn và nôn do kích thích dây X

  - Triệu chứng thực thể
    - Nhãn áp cao –> gây phù giác mạc. Giác mạc mờ, mất bóng, thị lực giảm.
    - Cương tụ rìa
    - Đồng tử giãn méo và mất phản xạ ánh sáng
    - Tiền phòng nông, thủy dịch vẩn đục nhẹTyndall (+)
    - Có thể có phù gai thị.
    - Soi góc tiền phòng: đóng góc, dính góc
    - Đo nhãn áp: nhãn áp cao, có thể trên 35 mmHg
    - Soi góc thấy đóng góc
- Glôcôm góc mở nguyên phát
  - Triệu chứng cơ năng
    - Xuất hiện âm thầm, tiến triển chậm, không đau
    - Thường xảy ra ở 2 mắt

  - Triệu chứng thực thể
    - Nhãn áp: Nhãn áp dao động, có thể tăng từng lúc
    - Soi đáy mắt và đo thị trường: rất quan trọng để chẩn đoán và theo dõi bệnh
    - Tổn hại gai thị: Lõm teo gai, mạch máu dạt về phía mũi. Tỷ lệ C/D 4/10
    - Soi góc tiền phòng: góc mở